# Pulse!
Pulse! era una revista estadounidense de formato tabloide publicada por la cadena de tiendas de música Tower Records, y que contenía críticas de discos, entrevistas y publicidad. Desde su creación en 1983 era distribuida de manera gratuita en sus tiendas para promocionar las ventas de discos. Luego de nueve años, en 1992, la revista comenzó a ser distribuida a nivel nacional con un precio de portada de 2,95 dólares, pero fue cancelada cuando la empresa cesó sus operaciones en Estados Unidos a fines de 2006.